# Václav Jan Křtitel Tomášek
Václav Jan Křtitel Tomášek (ook: Johann Wenzel Tomaschek) (Skuteč, 17 april 1774 – Praag, 3 april 1850) was een Boheems componist en muziekpedagoog.

## Levensloop
Zijn vader Jakub Tomášek was linnenwever en amateurmuzikant, zijn moeder Kateřina kwam ook uit een weversfamilie in Skuteč. Muzikaal kreeg hij eerst les van zijn broers in de familie. Maar zijn eerste geregelde muzieklessen kreeg hij bij Pavel Josef Wolf koorleider en organist in Chrudim. Hij ging destijds op school in het klooster Jihlavě. Vanaf 1790 studeerde Tomášek met financiële steun van zijn broer Antonín in Praag rechten, filosofie en medicijnen (anatomie en chirurgie). Waarschijnlijk kreeg hij in deze tijd ook pianolessen bij Jan Ladislav Dušek. Hij was in de familie van de graaf Jiří František Buquoy rond 18 jaren pianoleraar op het slot "Červený Hrádek" in Jirkov.
In 1824 stichtte hij na zijn huwelijk met Vilemína Ebertová een eigen muziekschool; die ontwikkelde zich tot het muzikale centrum van Praag in de eerste helft van de 19e eeuw. Tomášek werd als belangrijk pianoleraar gezien. Hij werd zowel door Ludwig van Beethoven alsook door de toen machtige muziekcriticus Eduard Hanslick gewaardeerd. Tot zijn leerlingen behoorden virtuozen als Alexander Dreyschock, Julius Schulhoff, Siegmund Goldschmidt, Ignaz Amadeus Tedesco, Jan Bedřich Kittl en Jan Václav Hugo Voříšek. In 1844 publiceerde hij een in het Duits geschreven autobiografie.
Tijdens zijn reizen naar Wenen, Innsbruck, Boedapest en Lwow en kuren in Mariánské Lázné, Karlový Varů en Cheb raakte hij bekend met componisten als Richard Wagner, Niccolò Paganini, Clara Schumann en Hector Berlioz en ook met de dichter Johann Wolfgang von Goethe, wiens gedichten hij in zijn liederen en koorwerken heeft getoonzet.
Als componist schreef hij muziek bij toneelwerken, symfonieën, concerten voor solo-instrumenten, kamermuziek, drie missen, twee Requiems, cantates, koorwerken en liederen. In Skuteč is een monument voor hem geplaatst aan de Tomáškova ulice 508.

## Composities

### Werken voor orkest
- 1801 Concerto no. 1 in C-groot, voor piano en orkest, op. 18
- 1807 Symfonie in D groot, op. 30
- Concerto no. 2 in Es-groot, voor piano en orkest, op. 20
- Ouverture, op. 23
- Ouverture Es groot, op. 38
- Předehra (Ouverture)
- Sinfonia Grande C groot, op. 17
- Velká symfonie Es groot, op. 19

### Missen, cantates en gewijde muziek
- 1836 Missa solemnis in C groot, voor solisten, gemengd koor en orkest (ter gelegenheid van de intronisatie van koning Ferdinand V. van Bohemen op 7 september 1836 in Praag)
- Mis
- Requiem in c-klein
- Requiem
- Te Deum in D-groot
- Vlasta, cantate

### Muziektheater

#### Opera's
| Voltooid in | titel                                              | aktes   | première                                   | libretto                                                       |
| ----------- | -------------------------------------------------- | ------- | ------------------------------------------ | -------------------------------------------------------------- |
| 1811        | Seraphine (Grootmoedigheid en liefde), op. 36      | 2 aktes | 15 december 1811, Praag, Stavovské divadlo | Johann Heinrich Dambeck naar G. Bertatis "L'amore per l'amore" |
| 1812-1816   | Alvaro (De zucht naar bovenaardse dingen), op. 114 | 2 aktes | onvoltooid                                 | C. A. Herbst                                                   |

### Liederen
- 1806 Lenore, op. 12 - tekst: Gottfried August Bürger
- 1815 Heidenröslein, op. 53 no. 1 - tekst: Johann Wolfgang von Goethe
- 1815 Nähe des Geliebten, op. 53 no. 2 - tekst: Johann Wolfgang von Goethe
- 1815 Mailied, op. 53 no. 3 - tekst: Johann Wolfgang von Goethe
- 1815 Nachgefühl, op. 53 no. 4 - tekst: Johann Wolfgang von Goethe
- 1815 Trost in Tränen, op. 53 no. 5 - tekst: Johann Wolfgang von Goethe
- 1815 Wer kauft Liebesgötter?, op. 53 no. 6 - tekst: Johann Wolfgang von Goethe
- 1815 Mignons Sehnsucht, op. 54 no. 1 - tekst: Johann Wolfgang von Goethe
- 1815 Die Spröde, op. 54 no. 2 - tekst: Johann Wolfgang von Goethe
- 1815 Die Bekehrte, op. 54 no. 3 - tekst: Johann Wolfgang von Goethe
- 1815 Der Rattenfänger, op. 54 no. 5 - tekst: Johann Wolfgang von Goethe
- 1815 An die Entfernte, op. 55 no. 1 - tekst: Johann Wolfgang von Goethe
- 1815 Die Spinnerin, op. 55 no. 2 - tekst: Johann Wolfgang von Goethe
- 1815 Am Flusse, op. 55 no. 3 - tekst: Johann Wolfgang von Goethe
- 1815 Singet nicht in Trauertönen, op. 55 no. 5 - tekst: Johann Wolfgang von Goethe
- 1815 Auf dem See - tekst: Johann Wolfgang von Goethe
- 1815 Schäfers Klagelied, op. 56 no. 1 - tekst: Johann Wolfgang von Goethe
- 1815 Selbstbetrug, op. 56 no. 2 - tekst: Johann Wolfgang von Goethe
- 1815 Erster Verlust, op. 56 no. 3 - tekst: Johann Wolfgang von Goethe
- 1815 An den Mond, op. 56 no. 4 - tekst: Johann Wolfgang von Goethe, "An den Mond"
- 1815 Hochzeitlied, op. 56 no. 5 - tekst: Johann Wolfgang von Goethe
- 1815 Das Veilchen, op. 57 no. 1 - tekst: Johann Wolfgang von Goethe
- 1815 Geistesgruß, op. 57 no. 2 - tekst: Johann Wolfgang von Goethe
- 1815 Sorge, op. 57 no. 4 - tekst: Johann Wolfgang von Goethe
- 1815 Jägers Abendlied, op. 57 no. 5 - tekst: Johann Wolfgang von Goethe
- 1815 Rastlose Liebe, op. 58 no. 1 - tekst: Johann Wolfgang von Goethe
- 1815 Stirbt der Fuchs, so gilt der Balg, op. 58 no. 2 - tekst: Johann Wolfgang von Goethe
- 1815 Das Geheimniß, op. 58 no. 3 - tekst: Johann Wolfgang von Goethe
- 1815 Wanderers Nachtlied, op. 58 no. 4 - tekst: Johann Wolfgang von Goethe
- 1815 Erlkönig, op. 59 no. 1 - tekst: Johann Wolfgang von Goethe
- 1815 Der König in Thule, op. 59 no. 2 - tekst: Johann Wolfgang von Goethe
- 1815 Der Fischer, op. 59 no. 3 - tekst: Johann Wolfgang von Goethe
- 1815 Der Edelknabe und die Müllerin, op. 60 no. 1 - tekst: Johann Wolfgang von Goethe
- 1815 Der Junggesell und der Mühlbach, op. 60 no. 3 - tekst: Johann Wolfgang von Goethe
- 1815 Wonne der Wehmut, op. 61 no. 1 - tekst: Johann Wolfgang von Goethe
- 1815 Meeresstille, op. 61 no. 3 - tekst: Johann Wolfgang von Goethe
- 1815 Glückliche Fahrt, op. 61 no. 4 - tekst: Johann Wolfgang von Goethe
- 1825 Alpenjäger - tekst: Friedrich von Schiller uit "Wilhelm Tell"
- Leichenfantasie, op. 25 - tekst: Friedrich von Schiller

### Werken voor piano
- 1818 Trí dithyramby, op. 65
  1. Allegro con fuoco
  2. Allegro risoluto
  3. Allegro con brio
- 1822 Variaties over een thema van Diabelli, op. 16
- 1806 Eqlogue, cyclus voor piano, op. 35
  1. I. in Bes groot, Allegro ma non troppo
  2. II. in F groot, Allegro Con Brio
  3. III. in A groot, Allegro
  4. IV. in C groot, Allegretto
  5. V. in e klein, Presto
  6. VI. in G groot, Allegretto
- 1807 Eqlogue, cyclus voor piano, op. 39
  1. VII.
  2. VIII.
  3. IX. in a klein, Allegro
  4. X. in F groot, Allegro Risoluto
  5. XI. in As groot, Presto
  6. XII. in C groot, Allegro Vivace
- 1815 Eqlogue, cyclus voor piano, op. 51
  1. XIX. - Allegro moderato
  2. XX. - Allegro vivace
  3. XXI. - Allegro
  4. XXII. in F groot, Allegretto
  5. XXIII. in C groot, Allegro cantabile
  6. XXIV. - Allegro risoluto
- 1823 Eqlogue, cyclus voor piano, op. 83
  1. XXXVII.
  2. XXXVIII.
  3. XXXIX.
  4. XL.
  5. XLI. in G, Scherzevole
  6. XLII.
- Eqlogue, cyclus voor piano, op. 47
  1. XIII. in F groot, Allegro
  2. XIV. in As groot, Allegretto
  3. XV.
  4. XVI. in G groot, Vivace
  5. XVII.
  6. XVIII. in Es groot, Allegro
- Eqlogue, cyclus voor piano, op. 63
  1. XXV. in D groot, Vivace
  2. XXVI. in A groot, Allegro Risoluto
  3. XXVII. in g klein, Allegro
  4. XXVIII. in F groot, Allegro
  5. XXIX. in Des groot, Allegro Con Fuoco
  6. XXX. in C groot, Allegro Brillante
- Eqlogue, cyclus voor piano, op. 66
  1. XXXI. in C groot, Allegro
  2. XXXII. in F groot, Allegro Risoluto
  3. XXXIII. in Bes groot, Allegro Con Brio
  4. XXXIV. in As groot, Allegretto
  5. XXXV. in Es groot, Allegro Con Fuoco
  6. XXXVI. in C groot, Allegro Agitato
- Grande sonate, op. 13
- Pastýřská melodie no. 14
- Rapsodie
- Sonatiny
- Tre Allegri Capricciosi di Bravura, op. 84